# Kirche Nirmsdorf

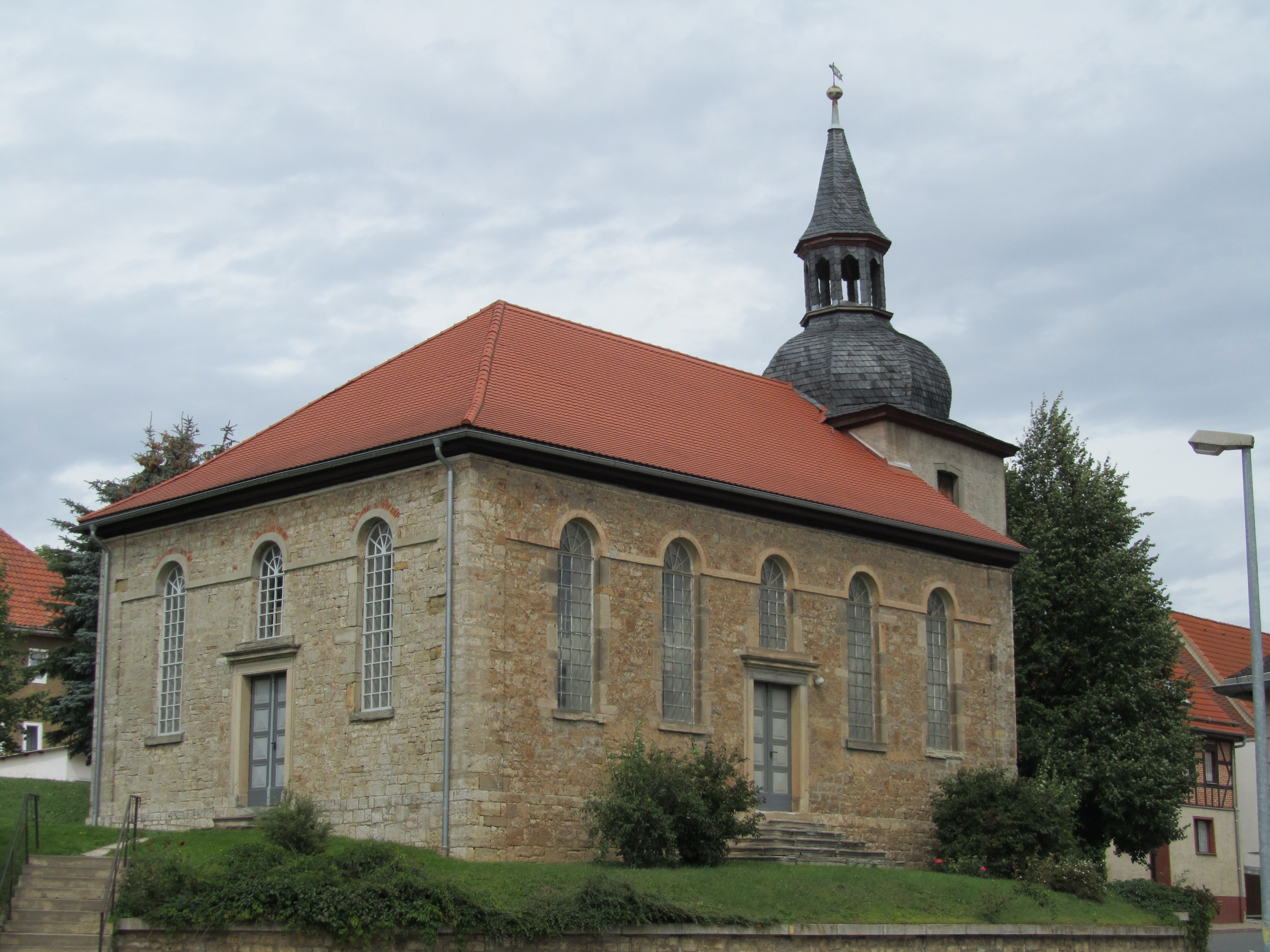
Kirche Nirmsdorf

Die evangelisch-lutherische, denkmalgeschützte Kirche Nirmsdorf steht in Nirmsdorf, einem Ortsteil der Landgemeinde Ilmtal-Weinstraße im Landkreis Weimarer Land von Thüringen. Die Kirchengemeinde Nirmsdorf gehört zum Pfarrbereich Buttstädt im Kirchenkreis Apolda-Buttstädt der Evangelischen Kirche in Mitteldeutschland.

## Beschreibung
1841 wurde ein neues Kirchenschiff an einen niedrigen älteren Kirchturm im Osten angebaut. Auf dessen Wetterfahne steht die Jahreszahl 1741. Das Kirchenschiff hat regelmäßig angeordnete hohe Rundbogenfenster und mittig angeordnete Portale. Der Innenraum ist eine klassizistische Emporenhalle mit dreiseitige Emporen auf toskanischen Säulen. Das Mittelschiff ist mit einem hölzernen Tonnengewölbe überspannt. An der Ostwand des Kirchenschiffes steht ein Kanzelaltar, der mit Pilastern gegliedert ist und zwei volkstümliche Schnitzfiguren, Christus und Moses, aus der Erbauungszeit enthält. Beiderseits des Altars befinden sich – ebenerdige – Patronatslogen mit gotisierenden Fenstern. Im Turm stehen neun Vitrinen mit Kunstblumen, Sinnsprüchen und Schleifen zur Erinnerung an Verstorbene aus dem 3. Viertel des 19. Jahrhunderts. Die Orgel wurde aus dem Vorgängerbau übernommen. Sie hat 10 Register, verteilt auf ein Manual und ein Pedal, und wurde im 19. Jahrhundert von einem unbekannten Orgelbauer gebaut und 1988 von Norbert Sperschneider restauriert.